# John J. Bagley
John Judson Bagley (* 24. Juli 1832 in Medina, Orleans County, New York; † 27. Dezember 1881 in San Francisco) war ein US-amerikanischer Politiker und von 1873 bis 1877 der 16. Gouverneur von Michigan.

## Frühe Jahre
John Bagley besuchte bis zu seinem achten Lebensjahr die Schulen in Lockport im Staat New York. Dann zog er mit seinem Vater nach Constantine in Michigan, wo er die örtlichen Schulen besuchte. Aufgrund der schlechten finanziellen Situation der Familie musste John schon früh eigenes Geld verdienen. Im Alter von 13 Jahren wurde er Angestellter in einem Ladengeschäft in Constantine. Nachdem sein Vater dann nach Owosso umgezogen war, arbeitete John erneut in einem Laden. Damals begann er sich für Literatur zu interessieren und er las in seiner Freizeit viele Bücher. Nach einem erneuten Umzug im Jahr 1847 ließ sich Bagley in Detroit nieder. Dort wurde er in einem Tabakwarengeschäft angestellt. Dieses Geschäft kaufte er sieben Jahre später auf und machte daraus die „Mayflower Tobacco Company“, ein floriendes Unternehmen, das Tabakwaren herstellte.

## Aufstieg in Michigan
Im Laufe der Jahre weitete John Bagley seine geschäftlichen Aktivitäten auch auf andere Bereiche aus. So war er im Minengeschäft sowie im Banken- und im Versicherungswesen aktiv. Zwischen 1867 und 1872 war er Präsident einer von ihm gegründeten Versicherungsgesellschaft. Politisch war John Bagley ein Gründungsmitglied der Republikanischen Partei. Im Jahr 1855 wurde er für drei Jahre in den Schulrat von Detroit gewählt. Zwischen 1860 und 1861 war er im Stadtrat. Zwischen 1865 und 1872 war Bagley im Aufsichtsrat der Polizeiverwaltung von Detroit (Detroit Board of Police Commissioners). Von 1868 bis 1870 war er zudem Landesvorsitzender der Republikaner in Michigan, als deren Kandidat er im Jahr 1872 zum neuen Gouverneur seines Landes gewählt wurde.

## Gouverneur von Michigan
John Bagley trat sein neues Amt am 1. Januar 1873 an und konnte nach einer Wiederwahl im Jahr 1874 bis zum 3. Januar 1877 im Amt bleiben. In dieser Zeit erließ Bagley ein Gesetz zur Besteuerung alkoholischer Getränke (Liquor Tax Law). Bagley selbst war ein Anhänger der Prohibitionsbewegung. Die Gesetze zur Kontrolle der Eisenbahngesellschaften wurden verbessert und ein landesweiter Gesundheitsausschuss wurde gegründet. Auch eine Landesfischereikommission wurde ins Leben gerufen. Sowohl das Schulsystem als auch die karitativen Einrichtungen wurden ebenfalls verbessert. Die Landesmiliz wurde neu strukturiert und erhielt nun offiziell den Namen „Nationalgarde“. Auch der Jugendstrafvollzug wurde verbessert.

## Weiterer Lebenslauf
Nach dem Ablauf seiner Amtszeit blieb Bagley weiterhin politisch tätig. Im Jahr 1880 bewarb er sich erfolglos um einen Sitz im US-Senat. Im Dezember 1881 ist er dann verstorben. Er war mit Frances E. Newberry verheiratet, mit der er acht Kinder hatte.